# Лазар Саватић
Лазар Саватић — Металац (Рума, 24. мај 1914 — Нови Сад, 26. јул 1950) био је учесник Народноослободилачке борбе и народни херој Југославије.

## Биографија
Рођен у 24. маја 1914. у Руми. Његов отац Петар био је обућарски радник, а касније је радио као домар у школи. Основну школу и машинбраварски занат, завршио је у Руми, где је до одласка у војску радио као лимар.
Након одслужења војног рока, 1938. дошао је у Земун, где се запослио у Фабрици авиона „Змај“. Као млади радник, овде се упознао са радничким покретом и постао члан Уједињеног радничког синдиката (УРС). Средином маја 1940. у земунској Фабрици авиона „Рогожарски” избио је раднички штрајк, који се убрзо проширио и на друге фабрике — „Змај”, „Телеоптик”, „Нестор” и „Микрон” из Раковице — чиме је постао масовни штрајк радника београдске аеронаутичке индустрије, у коме је учествовало око 2.500 радика. Трајао је преко 80 дана и временом је прерастао у широке антифашистичке демонстрације против профашистичке Владе Цветковић-Мачек. Како би угушила штрајк, Влада је ангажовала Југословенску војску, која је преко ноћи „мобилисала” на принудни рад око 1.300 учесника штрајка. Саватић, који је био један од организатора штрајка у „Змају”, нашао се међу око стотину мобилисаних радника „Змаја” и био је упућен у Доњу Трнаву.

### Народноослободилачка борба
Након повратка у Земун, запослио се у Фабрици авиона „Икарус“, где се још више приближио револуционарном покрету и постао кандидат за члана Комунистичке партије Југославије (КПЈ). Након Априлског рата и окупације Југославије, 1941. постао је један од најактивнијих припадника Народноослободилачког покрета у Земуну. У почетку је растурао пропагандни материјал и сакупљао прилоге, а потом је ширио мрежу припадника и активиста Народноослободилачког покрета (НОП), па је убрзо у „Икарусу” формирао Ударну групу, која је вршила ситне саботаже и диверзије. Учествовао је у писању парола у граду, сечењу телефонско-телеграфских стубова и на изради металних „јежева“, који су постављани на путеве и уз помоћ којих су бушене гуме на немачким војним камионима. Као један од најактивнијих илегалаца, јануара 1942. примљен је у чланство Комунистичке партије, а убрзо потом постављен за секретара партијске ћелије у фабрици.
Као истакнути активиста Народноослободилачког покрета, његова активност је запала за очи усташкој полицији у Земуну, који се током окупације налазио у саставу Независне Државе Хрватске (НДХ), па је био ухапшен. Пошто се током истраге у полицији добро држао — ништа није признао и никога није одао, услед недостатка доказа је пуштен. Након хапшења, поново је радио у „Икарусу”, где је наставио са извођењем саботажа и диверзија. Једна од акција коју он и други радници изводили била је саботажа код израде алата за савијање крила код авиона „Јункерс Ju 87”, познатог као „Штука”. Како би спречио извођење саботажа у фабрици, Гестапо је међу раднике „Икаруса” убацио свог агента, извесног Мочковића, који је као контролор на капији потказивао сумњиве раднике. Руководство Народноослободилачког покрета у Земуну донело је тада одлуку да ликвидира агента Мочковића. Први покушај атентата у августу 1942. био је неуспешан, након чега се он још више осилио и прогањао раднике. Задатак је потом поверен Саватићу, који је са још двојицом илегалаца, почетком октобра 1942. убио Мочковића у близини Земунског парка.
У лето 1943. некадашњи председник Месног одбора Југословенске радикалне заједнице (ЈРЗ) у Добановцима Милан Бајић се преселио у Земун. Његов циљ је био окупљање присталица Равногорског покрета Драже Михаиловића, а себе је прогласио за четничког војводу. Бајић је активно сарађивао са Немцима, а план му је био да окупљањем присталица четника ослаби партизански покрет на територији Земунског среза. У Земуну је формирао четнички одбор и окупио нешто присталица, са којима је радио на припреми за пребацивање одређених снага Југословенске војске у отаџбини у доњи Срем. План за пребацивање четника у Срем, дошао је у руке Месног комитета КПЈ за Београд, након чега је донета одлука о ликвидирању Бајића. За ову акцију руководство земунске партијске организације одабрало је двојицу најбољих илегалаца — Ивана Радосављевића Пилота и Лазара Саватића Металца, који су ову акцију извели 20. октобра 1943. године у Угриновачкој улици.
Највећи подвиг, Лазара Саватића и Ивана Радосављевића било је убиство злогласног усташког натпоручника Мартина Волфа, који је био лични пријатељ Анте Павелића и његов сарадник током боравка у Италији. Волф се по својим злоделима прочуо широм Срема и тадашње Велике жупе Вука — многе људе, жене и децу из Земуна и околине слао је у логоре или лично убијао. У јесен 1943, непосредно пре ликвидације, на путу између Добановаца и Угриноваца ухватио је четворицу младића, за које је претпостављао да су пошли у партизане и после зверског мучења, наредио да их повешају о бандере поред пута. Након тога је у Батајници, приликом пљачке једне куће, убио десетогодишњег дечака. Ови злочини су страховито одјекнули селима Земунског среза и изазвали гнев народа, па је донета одлука да се Волф ликвидира.
Пошто је Волф био веома лукав и обазрив човек, припрема атентата је дуго трајала — становао је у самом центру Земуна, код хотела „Централ” и свуда се углавном кретао аутомобилом, клонећи се периферије и несигурних улица. Двојица омладинаца била су задужена за његово праћење и открила су да често одлазио код своје љубавнице у Бреговитој улици, на Ћуковцу. Дана 5. новембра 1943, Металац и Пилот направили су заседу у близини куће његове љубавнице. Пошто су га дуго чекали, Металац је одлучио да прескочи ограду и провери да нису можда већ стигли кући. Волф је наишао у том тренутку и изненадио атентаторе. Тада је настало обострано пуцање, током кога су обојица илегалаца била рањена, али је задатак успешно обављен.
Вест о убиству злочинца Мартина Волфа снажно је одјекнула читавим Сремом, а усташе су у знак одмазде 11. новембра 1943. на Говеђем Броду зверски убиле десеторицу ухапшених припадника Народноослободилачког покрета из Батајнице, Земуна и Сурчина. Убрзо након ове акције, Саватић је напустио Земун и отишао у партизане. Најпре је био постављен на дужност обавештајног официра у Другом сремском партизанском одреду, који се у то време, налазио у Босутским шумама. Тада је највише радио на стварању обавештајног система, али је учествовао и у борбама овог одреда код Сота, Кузмина, Моровића, Шимановаца, Манђелоса и др. Половином јануара 1944. од партизанских одреда из Срема формирана је Шеста војвођанска ударна бригада, а он је именован за обавештајног официра. Јуна 1944, на основу његових обавештајних података, бригада је успела да разбије велику немачко-усташку офанзиву на Фрушку гору. Два батаљона бригаде тада су успела да пробију обруч и забаце се непријатељским снагама иза леђа и на тај начин присиле непријатеља да обустави даља дејства на главнину бригаде. Под Саватићевим руководством бригада је вршила разне диверзије — ликвидације непријатељских упоришта и појединаца, вршени су напади на непријатељске колоне, па и на бродове на Дунаву.

### Послератни период
После ослобођења Новог Сада, октобра 1944. прешао је на дужност заменика начелника Одељења за заштиту народа (ОЗН) у Новом Саду. Активно је радио на чишћењу града и околине од заосталих фашистичких снага и на откривању сарадника окупатора. Један од његових подвига у овом периоду, био је када је у личном возачу генерал-лајтнанта Косте Нађа, команданта Треће армије ЈА препознао убаченог усташког агента из Земуна, који је једном приликом у истом аутомобилу превезао и маршала Јосипа Броза Тита, Врховног команданта НОВ и ПОЈ.
Новембра 1946. пребачен је у Панчево, где ја радио као шеф Управе државне безбедности (УДБ) за Панчевачки срез. Јануара 1948. сазнао је да се у селу Долову крије бивши четник Васа Багосан, који је у току рата вршио злочине у разним крајевима Србије. Заједно са двојицом службеника Удбе, Саватић је отишао у Долово с намером да ухапси Багосана. Приликом уласка у кућу, у којој се скривао одметник, на Саватића је Багосан насрнуо камом и тешко га ранио у груди. Иако рањен, успео је да савлада одметника, који је потом приведен правди и осуђен.
Од последица тешког рањавања грудног коша, Саватић се никада није опоравио. Преминуо је 26. јула 1950. у Новом Саду. Првобитно је сахрањен на Алмашком гробљу, а 1986. његови посмртни остаци су пренети у Алеју народних хероја на новосадском Градском гробљу.
Носилац је Партизанске споменице 1941. и других југословенских одликовања, међу којима су — Орден братства и јединства другог реда, Орден заслуга за народ трећег реда и Орден за храброст. Указом председника ФНР Југославије Јосипа Броза Тита, постхумно је 26. септембра 1953. године проглашен за народног хероја Југославије.
Његово име од оснивања септембра 1962. носи основна школа у Земуну. Такође његово име носе и две улице — једна у Петроварадину, а друга у Земуну. У холу основне школе, с његовим именом, подигнута му је 1972. спомен-биста, рад Александра Ђорђевића, професора ликовне културе.